# 安德森鎮區 (密蘇里州新馬德里縣)
安德森鎮區（英語：Anderson Township）是位於美國密蘇里州新馬德里縣的一個行政鎮區。

## 地方資料
安德森鎮區的面積為143.19平方千米，當中陸地面積為142.13平方千米，而水域面積為1.06平方千米。根據2020年美國人口普查的數據，當地共有人口1085人，而人口密度為每平方千米7.58人。